# Der tödliche Pass
DER TÖDLICHE PASS – Magazin zur näheren Betrachtung des Fußballspiels war ein deutsches Fußballmagazin. Es wurde im Jahr 1995 von Stefan Erhardt ins Leben gerufen und erschien vierteljährlich. Sitz der Redaktion war München. Im Jahr 2006 war diese Zeitschrift auch im Bahnhofsbuchhandel zu erwerben. Ab 2007 war sie wieder nur noch im Abonnement erhältlich. Die Druckauflage betrug 500 Exemplare, ein Heft umfasste zwischen 84 und 100 Seiten. Anfang 2021 erschien Heft 99 mit einem Umfang von 132 Seiten als letzte Ausgabe.
Hauptanliegen bei der Gründung des ursprünglich als intellektuelles Fanzine konzipierten Magazines war die Kritik an der zunehmenden Vereinnahmung des Fußballs durch kommerzielle Interessen, vor allem im Zuge der Übernahme der Berichterstattung durch das Privatfernsehen. Dementsprechend griff der Name der Zeitschrift eine der Floskeln auf, wie sie in der reißerischen Aufbereitung von Fußballreportagen durch Sender wie RTL oder SAT.1 in den 1990er Jahren gepflegt wurden. 
Neben den obligatorischen Rückblicken auf Spiele der deutschen Nationalmannschaft, Turniere wie die Europa- und Weltmeisterschaft sowie auf nationale wie internationale Begegnungen auf Vereinsebene beschäftigte sich jede Ausgabe auch mit Aspekten des Amateurfußballs. Außerdem war die Wechselwirkung von Kunst und Fußball sowie von Literatur und Fußball Gegenstand diverser Artikel zur Fußballkultur. Daneben gab es einen umfassenden Rezensionsteil. Neben den drei Herausgebern Stefan Erhardt, Claus Melchior und Johannes John schrieben auch die Literaten Fridolin Schley, Andreas Unterweger und Henning Heske sowie Korrespondenten aus Berlin, Köln, Florenz, Barcelona und Paris regelmäßig in dieser Zeitschrift.
DER TÖDLICHE PASS war lange Zeit die einzige deutschsprachige Zeitschrift, die sich dem Phänomen Fußball intellektuell annäherte, bevor die Magazine 11 Freunde, ballesterer, Zwölf,  Transparent und Null Acht auf den Markt kamen.